# Perezia multiflora
La escorzonera (Perezia multiflora) es una especie de planta herbácea de la familia de las asteráceas (predominante del Parque Nacional Huascarán en la región de Ancash en Perú).

## Descripción
Es una especie herbácea de la familia Asteraceae alto andina, rizomatoza, postrada, con hojas dentadas y espinosas. Crece hasta 40 cm de alto, flores en racimo con cabezuelas amarillas de 1-2 cm, flores marginales blancas. Presenta metabolitos secundarios en sus tallos y/u hojas. 

## Hábitat y distribución
Habita entre los 3800 a 4100 m s.n.m. Expandido en zonas andino tropicales de Argentina con distribución marginal en Chile septentrional y Bolivia. Es utilizado como planta medicinal en la sierra ecuatoriana y en Perú (Amazonia Peruana. Áncash, Huánuco, Cajamarca y Arequipa).

## Taxonomía
Perezia multiflora fue descrita por (Bonpl.) Less. en Linnaea 5: 19 en 1830.

### Variedades/Subespecies[7]
- Perezia multiflora subsp. multiflora
- Perezia multiflora subsp. sonchifolia
- Perezia multiflora var. achalensis

### Sinonimia[7]
- Chaetanthera multiflora de Perezia multiflora subsp. multiflora
- Clarionea polycephala de Perezia multiflora subsp. multiflora
- Homanthis multiflorus de Perezia multiflora subsp. multiflora
- Homoianthus multiflorus de Perezia multiflora subsp. multiflora

## Importancia económica y cultural

### Usos medicinales
- Es usada por su alta concentración en compuestos con propiedades antiinflamatorias como los compuestos "fenólicos, flavonoides y esteroides";[8] alcaloides, saponinas, taninos, aceites esenciales, para evitar la faringitis y amigdalitis.[9]
- Es utilizado en el tratamiento ambulatorio como bronco dilatador en pacientes con asma bronquial.
- Disminuye la hiperactividad e inflamación de la mucosa respiratoria y fluidifica las secreciones bronquiales.[10]
- Induce a la transpiración y quita la fiebre.
- Ingrediente de un tipo de ron que llaman "chingarito".
- Controla la termorregulación con la producción de mecanismos antipiréticos endógenos.

### Antimicrobiana
- La actividad microbiana de la hoja de Perezia multiflora en concentración mínima inhibitoria (CMI) es eficiente sobre bacterias Gram positivas Staphylococcus aureus (ATCC 25923) y Bacillus subtilis (ATCC 11774) de interés clínico.[9]

## Nombres comunes
- Escorzonera, escorzunera, chancoruma, corzonera, escorcionera[11]